# Четырчи
Четырчи (тат. Чытырчы) — село в Чистопольском районе Татарстана. Административный центр Четырчинского сельского поселения.

## География
Находится в центральной части Татарстана на расстоянии приблизительно 18 км по прямой на востоко-северо-восток от районного центра города Чистополь на берегу Куйбышевского водохранилища.

## История
Основано в 1670-х годах. В начале XX века здесь действовала Казанско-Богородицкая церковь.

## Население
Постоянных жителей было: в 1782 — 171 душа мужского пола, в 1859 — 298, в 1897 — 536, в 1908 — 548, в 1920 — 647, в 1926 — 618, в 1938 — 643, в 1949 — 387, в 1958 — 338, в 1970 — 188, в 1979 — 312, в 1989 — 349, в 2002 — 330 (русские 95 %), 312 — в 2010.